# Soquete TR4
Socket TR4, também conhecido como Socket SP3r2, é um socket de CPU LGA (land grid array) com força de inserção zero projetado pela AMD para suportar seus processadores de desktop Ryzen Threadripper baseados em Zen de primeira e segunda geração, lançado em 10 de agosto de 2017 para plataformas de desktop e estações de trabalho de última geração. Foi sucedido pelo Socket sTRX4 para a terceira geração de processadores Ryzen Threadripper.
TR4 é o segundo soquete LGA da AMD para um produto de consumo, depois do curto socket 1207 FX. É fisicamente idêntico, mas eletricamente incompatível com o servidor Socket SP3 da AMD e com o sucessor do TR4, Socket sTRX4.
Embora o soquete de servidor SP3 não exija um chipset, em vez de utilizar um design de sistema em um chip, o TR4 e seus soquetes HEDT sucessores exigem um chipset para fornecer funcionalidade aprimorada. Para TR4, foi desenvolvido o chipset AMD X399, que suporta um total de 64 pistas PCIe 3.0 para configurações quad SLI / CrossFire.
O soquete é fabricado pela Foxconn e pela Lotes.